# Dorfkirche Niewitz

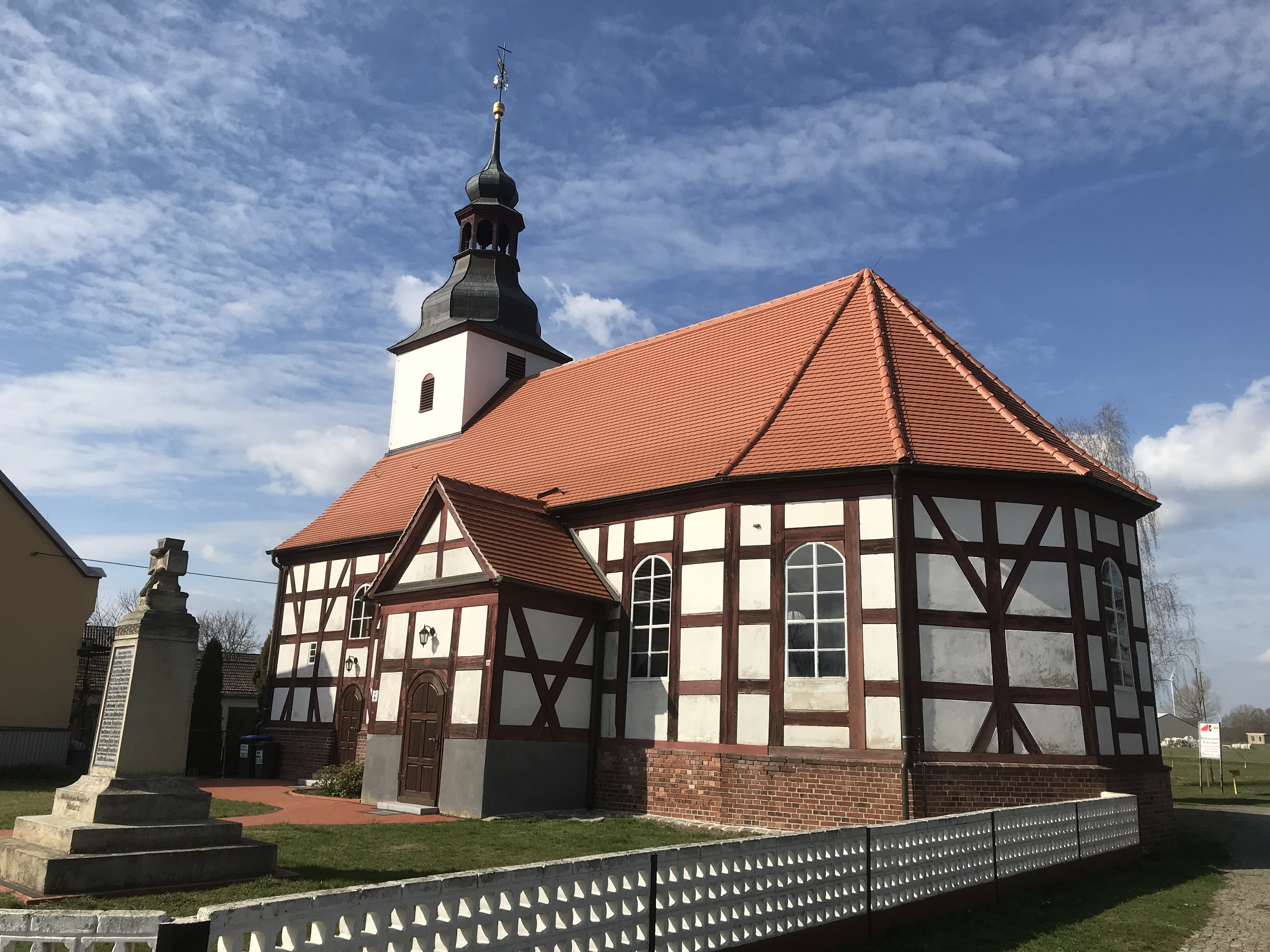
Dorfkirche Niewitz

Die evangelische Dorfkirche Niewitz ist eine Fachwerkkirche in Niewitz, einem Ortsteil der Gemeinde Bersteland im Landkreis Dahme-Spreewald im Land Brandenburg. Die Kirchengemeinde gehört zum Kirchenkreis Niederlausitz der Evangelischen Kirche Berlin-Brandenburg-schlesische Oberlausitz.

## Lage
Die Dorfstraße führt von Westen kommend auf den historischen Dorfkern zu. Dort zweigt sie nach Nordosten hin ab. Die Kirche steht nordwestlich dieser Straßenkreuzung auf einem Grundstück, das mit einer Mauer eingefriedet ist.

## Geschichte
Das Brandenburgische Landesamt für Denkmalpflege und Archäologische Landesmuseum (BLDAM) geht davon aus, dass das Bauwerk um 1770 entstanden ist. In den Jahren 1984 und 1985 sowie nach 1990 erfolgten Sanierungsarbeiten.

## Baubeschreibung

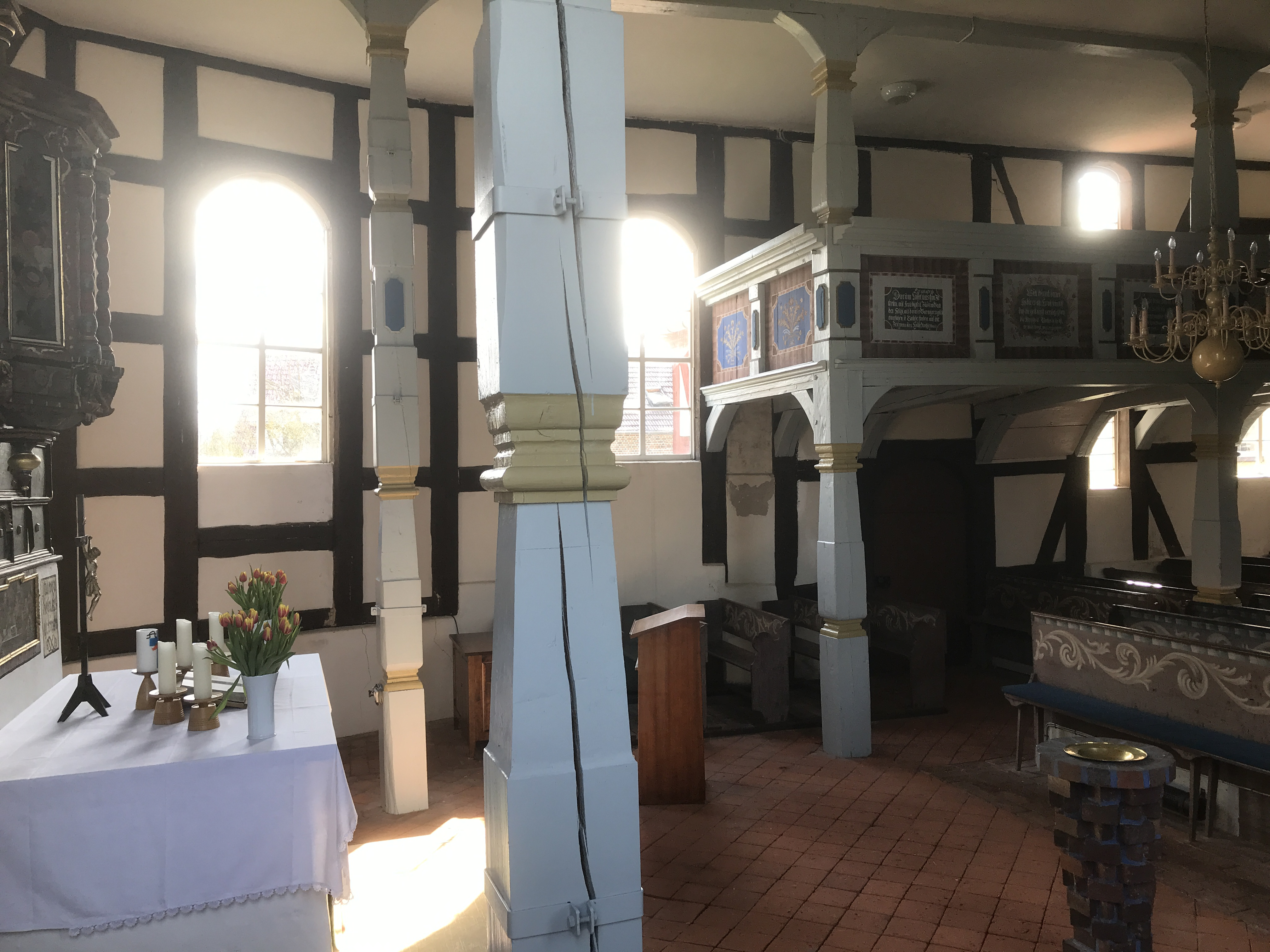
Blick ins Kirchenschiff

Das Bauwerk wurde auf einem Sockel aus umlaufenden, rötlichen Mauersteinen errichtet. Darauf erbauten Handwerker ein Fachwerk, dessen Gefach aus einem Lehm-Stroh-Gemisch besteht. Der Chor ist nicht eingezogen und hat einen Fünfachtelschluss. An seiner Ostwand sowie an der Nord- und Südwand ist je ein großes, rundbogenförmiges Fenster.
Daran schließt sich das Kirchenschiff an. Es hat einen rechteckigen Grundriss und an seiner Nordseite drei, an seiner Südseite zwei dem Chor gleichartig gestaltete Fenster. An der Südseite ist mittig ein kleiner, rechteckiger Fachwerkanbau. Er kann durch eine schlichte, rundbogenförmige Pforte von Süden her betreten werden. Schiff und Anbau tragen ein schlichtes Satteldach, wobei das Schiffsdach nach Osten hin abgewalmt ist.
Im Westen schließt sich der Kirchturm von 1772 an. Seine Westwand wurde aus Mauersteinen errichtet. Der Turmhelm ist quadratisch und hat an den drei zugänglichen Seiten eine rundbogenförmige Klangarkade. An der Ostseite ist eine kleine, hochgesetzte und quadratische Öffnung. Oberhalb ist eine geschweifte Turmhaube, die in eine offene Laterne übergeht. Sie schließt mit einer Turmkugel und Kreuz ab.

## Ausstattung
Auf der gemauerten Mensa steht Kanzelaltar aus dem Ende des 17. Jahrhunderts. Er wurde um 1770 neu gefügt, ergänzt und 1991 restauriert. Er besteht aus einem Säulenaufbau und seitlich angebrachten Wangen, die mit Knorpelwerk verziert sind. Oberhalb ist ein gesprengter Giebel. In der Predella ist das Abendmahl Jesu abgebildet. Der polygonale Kanzelkorb ist mit Ecksäulchen verziert und zeigt an seiner Tür die Kreuzigung Christi.
1955 verkürzte die Kirchengemeinde die Hufeisenempore und ordnete dabei die auf das Jahr 1772 datierten Brüstungsgemälde neu an. Das Bauwerk ist im Innern flach gedeckt.
Vor der südlichen Vorhalle erinnert ein Denkmal an die Gefallenen der Weltkriege.